# Tenuipalpus clematidos
Tenuipalpus clematidos är en spindeldjursart som beskrevs av Wang 1983. Tenuipalpus clematidos ingår i släktet Tenuipalpus och familjen Tenuipalpidae. Inga underarter finns listade i Catalogue of Life.